# Den giftige
|  | Denne artikel er oprettet af botten PalnaBot ud fra en ekstern database. Den kan derfor have sproglige fejl eller mangler. Denne skabelon kan fjernes efter kontrol af indholdet. |

Den giftige er en naturfilm instrueret af Adam Schmedes efter manuskript af Peter I. Lauridsen.

## Handling
Hugormen er giftig og frygtet, men den er ikke spor aggressiv. Selv når den skal slås med en rival om en hun, ligner kampen mest en elegant dans. Og når vinderen har parret sig med hunnen, får taberen lov til at komme til bagefter. Hans penis har modhager, og han sidder uhjælpeligt fast, så længe parringen varer. Filmen handler også om snoge, der klatrer i buske, og om markfirbenet, som er en hidsigprop og slås for et godt ord. En fortællende naturfilm, hvor den viden, man får om de tre danske krybdyr, formidles via oplevelsen af dens livsvilkår. Andre film af samme instruktør: »Den sjove - perleøglen«, »Den stolte - kongen af Provence - øglesnogen« og »Adam i insekternes paradis«.